# I Cavalieri del Re
I Cavalieri del Re – włoski zespół muzyczny specjalizujący się w piosenkach przewodnich do seriali animowanych. Stworzyli włoskie czołówki m.in. do japońskich seriali anime. Niektóre z nich były emitowane także w Polsce na kanale Polonia 1. Do najbardziej znanych należą: Baseballista, Czarodziejskie zwierciadełko, Gigi, Tygrysia Maska, W Królestwie Kalendarza oraz Yattaman.

## Członkowie
- Riccardo Zara
- Clara Maria Teresa Serina
- Jonathan Samuel Zara
- Guiomar Serena Serina

## Wybrana muzyka filmowa

### Włoskie openingi
- Baseballista
- Czarodziejskie zwierciadełko
- Gigi
- Tygrysia Maska
- W Królestwie Kalendarza
- Yattaman

Źródło: